# キリン杯GO団体戦
キリン杯GO団体戦（きりんはいごだんたいせん）は、囲碁の囲碁のプロとアマチュアの棋士による棋戦。地区ごとにプロとアマチュア棋士の混成によるチームによって団体戦で争われる。1988年創設。1996年終了。
- 主催 日本棋院「囲碁クラブ」、北海道新聞、河北新報、新潟日報、東京新聞、中日新聞、大阪産経新聞、中国新聞、西日本新聞
- 協賛 キリンビール株式会社

## 方式
- 出場チームは、北海道、東北、関東・甲信越、東京、中部、近畿、中国・四国、九州の8地区から、東京3、関東・甲信越2、中部2、他は各1チームの計12チーム。第9回は各地区1チームの8チーム。
- 出場選手は、第1-2回は、各地区出身の日本棋院のプロ棋士3名と、在住のアマチュア選手2名の計5名ずつ。第3回以降はプロ3名とアマチュア4名の計7名ずつで、アマチュアの1名は女性枠。主将は主催者指定のプロ棋士で、その他は地区ごとの予選の勝ち抜き者。第9回のみはファン投票による選出。
- 対戦はトーナメント方式。公開で行われる。
- 手合割は総互先。コミは5目半。持ち時間は各30分、使い切ると1手60秒の秒読み。

## 概況
アマチュア選手としてはプロ棋士と身近で戦うことができ、プロ棋士は団体戦の雰囲気を味わうことができ、観戦するファンはプロや有名アマチュア選手の戦いぶりを間近で見ることができるなど、棋戦としての盛り上がり、プロとアマチュアの交流の拡大という点で人気が高かった。
アマチュア強豪の多い東京、関東・甲信越の優勝が多かったが、各試合は接戦が多く、第7回は世界アマチュア囲碁選手権戦優勝経験者2名を揃えた東北チームが優勝するなど、地方勢のレベルの高さも発揮された。

## 歴代優勝チームと決勝戦
（左が優勝者）
1. 1988年 東京A（坂田栄男、鄭銘鍠、マイケル・レドモンド、菊池康郎、今村文明） 4-1 中部A（石田芳夫、彦坂直人、小松英樹、阿部啓幸、青木義生）
2. 1989年 東京A（武宮正樹、淡路修三、柳時熏、菊池康郎、三浦浩） 4-1 近畿（林海峰、後藤俊午、山田和貴雄、唐木田憲嗣、坂井秀至）
3. 1990年 東京C（石田章、淡路修三、楊嘉栄、本家慶昭、森淳行、林琢、佐藤亜紀子） 4-3 近畿（林海峰、後藤俊午、石田篤司、浅野満三、斉藤和行、奈良昌利、山本三七子）
4. 1991年 東京A（武宮正樹、王立誠、柳時熏、平田博則、河野照哉、日高雅博、金井和子） 4-3 東京B（坂田栄男、井上国夫、王銘琬、菊池康郎、鮫島一郎、渡会清隆、胡燕華）
5. 1992年 関東・甲信越A（趙治勲、中村秀仁、青木紳一、中園清三、久代俊明、坂本修作、山下千文） 4-3 東京A（武宮正樹、王銘琬、楊嘉源、三浦浩、青木英明、和田幸樹、胡燕華）
6. 1993年 東京C（石田章、王立誠、加藤充志、平田博則、青木英明、馬渡茂樹、中村智佳子） 4-3 近畿（林海峰、石井邦生、石田篤司、金沢盛栄、唐木田憲嗣、奈良昌利、佐野智子）
7. 1994年 東北（工藤紀夫、淡路修三、菅野清規、今村文明、平岡聡、本名将人、吉田美穂） 4-3 東京B（武宮正樹、楊嘉源、趙祥衍、神作文明、青木英明、小串清文、馬場智弓）
8. 1995年 近畿（林海峰、山田規三生、矢中克典、金沢盛栄、大島照師、坂井秀至、糸井庚代子） 6-1 中四国（山城宏、中野寛也、桑本晋平、村上文祥、陶山英敏、岩井真一、玉山千愛）
9. 1996年 関東・甲信越（趙治勲、小林覚、片岡聡、原田実、中園清三、久代俊明、山下千文） 4-3 九州（加藤正夫、大竹英雄、三村智保、村岡利彦、深堀正雄、小森祥嗣、星野智美）